# St.-Peter-Straße 6 (Mönchengladbach)

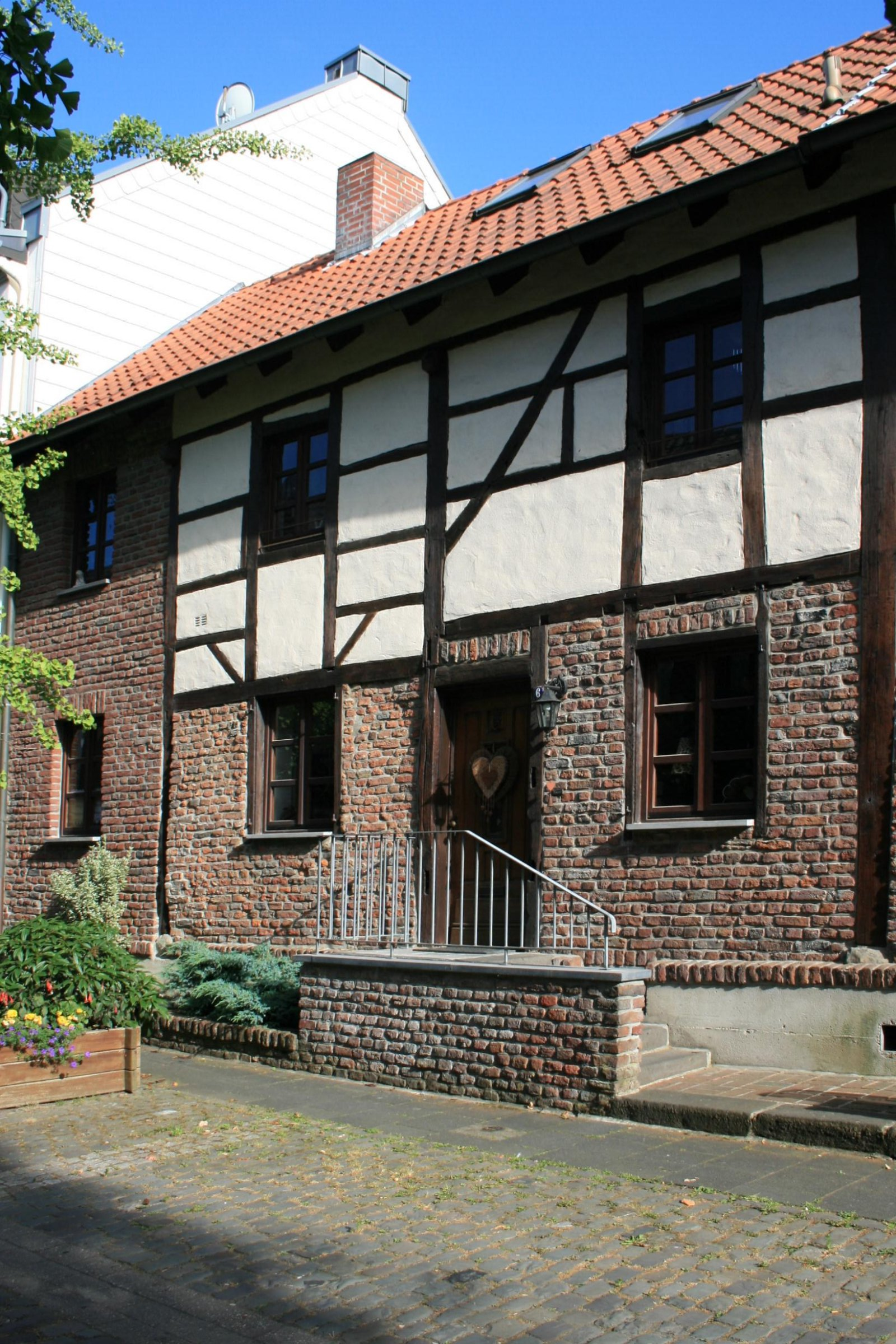
Wohnhaus (2010)

Das Wohnhaus St.-Peter-Straße 6 steht im Stadtteil Rheindahlen in Mönchengladbach (Nordrhein-Westfalen).
Das Gebäude wurde Mitte des 19. Jahrhunderts erbaut und unter Nr. St 004 am 4. Dezember 1984 in die Denkmalliste der Stadt Mönchengladbach eingetragen.

## Lage
Die St.-Peter-Straße liegt im Ortskern von Rheindahlen nahe der Pfarrkirche St. Helena und ist in gemischter Form von Wohnhäusern, ehem. Wohn-Stallhäusern und Fachwerkhäusern geprägt. Haus Nr. 4 und Nr. 6 bilden in Verbindung mit der Stadtmauer eine Einheit.

## Architektur
Das Haus Nr. 6 ist ein zweigeschossiges Gebäude mit Satteldach und stammt aus der Zeit des 18./19. Jahrhunderts, im Kern ist es jedoch älter. Der Anbau des zweigeschossigen und ehemals zweigeteilten Wohnhauses an der Stadtmauer erfolgte im Ursprung in einer Fachwerkständerkonstruktion, die nur noch in Resten erhalten ist.
Das Objekt ist als Teil des Gesamtensembles St.-Peter-Straße als Baudenkmal schützenswert.